# Circunscripción consular

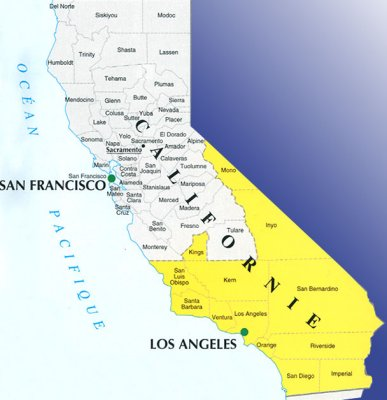
Distritos consulares del Consulado General de Francia en San Francisco y Los Ángeles.

En Diplomacia se conoce como circunscripción consular al territorio asignado a una oficina consular, consulado o embajada. 
En la diplomacia España se diferencia entre Demarcación Consular (circunscripción de un Consulado de Carrera) y Distrito Consular (circunscripción de un Consulado Honorario).